# Armando Danger
Armando Danger Mulen (ur. 16 marca 1989) – kubański siatkarz, grający na pozycji atakującego. Od stycznia 2017 roku występuje w rumuńskiej drużynie CS Arcada Galați.

## Sukcesy klubowe
Puchar Czarnogóry:
- 2015

Mistrzostwo Czarnogóry:
- 2015

Puchar Rumunii:
- 2017

Mistrzostwo Rumunii:
- 2017

## Sukcesy reprezentacyjne
Mistrzostwa Ameryki Północnej, Środkowej i Karaibów Kadetów:
- 2006

Mistrzostwa Świata Juniorów:
- 2009

## Nagrody indywidualne
- 2006 -  Najlepszy atakujący Mistrzostw Ameryki Północnej, Środkowej i Karaibów Kadetów